# Сименон, Марк
Марк Сименон (фр. Marc Jean Chrétien Simenon, 19 августа 1939 года, Брюссель — 24 октября 1999 года, Париж) — французский режиссёр и сценарист, сын писателя Жоржа Сименона.

## Биография
Родился в семье Жоржа Сименона и его первой жены, художницы Регины Раншон (Тижи). Рождение первенца вдохновило Сименона на создание мемуарной книги «Родословная Марка Сименона» (фр. Pedigree de Marc Simenon; 1940—1945), затем переработанной в известное произведение «Я вспоминаю» (фр. Je me souviens).
В кино работал с 1959 года как ассистент режиссёра, дебютировал в картине Жана Ренуара «Завтрак на траве», затем работал с Мишелем Буароном, Жаном Жиро (в том числе в фильмах «Жандарм из Сен-Тропе» и «Жандарм в Нью-Йорке»), Александром Астрюком. Как самостоятельный режиссёр-постановщик дебютировал в 1970 г. криминальной драмой «Шампиньон». Снял более десяти фильмов в жанре драмы и комедии, написал сценарии для трёх фильмов.
Наиболее известные фильмы — «Роковая подмена» (фр. Par le sang des autres; 1974, режиссёр) и «Знак „Фуракс“» (фр. Signé Furax; 1981, режиссёр и автор сценария, фильм снят по рассказу Жоржа Сименона), «Отпуск в чистилище» (фр. Vacances au purgatoire; 1992, режиссёр).
Вторым браком был женат на актрисе Милен Демонжо, игравшей в фильмах Сименона и сотрудничавшей с ним как продюсер. В первой половине 1970-х гг. супруги совместно руководили продюсерской фирмой Kangourou Films, снявшей пять кинолент.
В последние годы жизни, по свидетельству жены, страдал от алкоголизма. Умер после случайного падения со ступеней лестницы. Похоронен в семейном склепе Сименонов на острове Поркероль.